# Am Hohlebrunnen 2

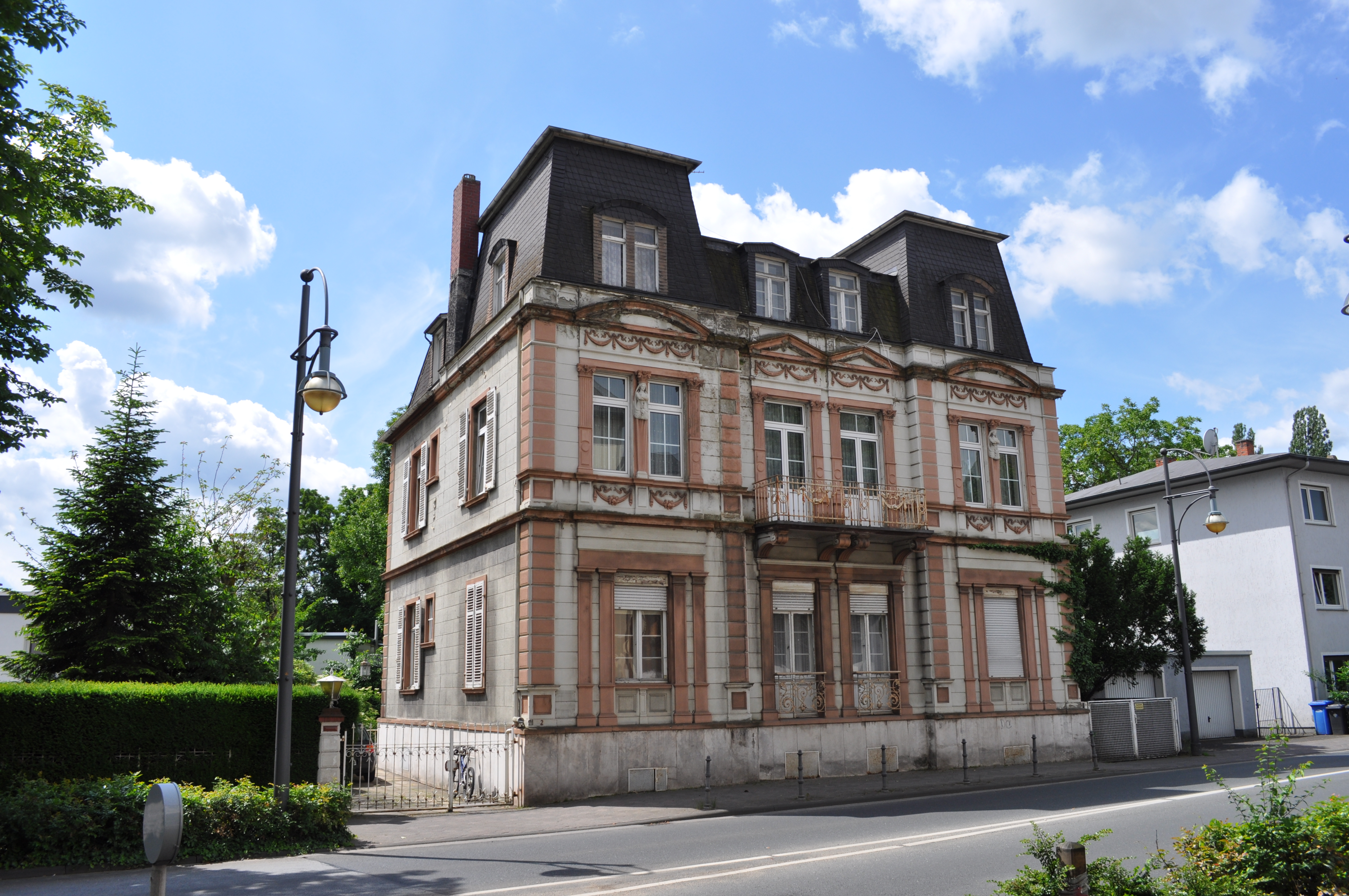
Am Hohlebrunnen 2

Das Wohnhaus Am Hohlebrunnen 2 in Gonzenheim, einem Stadtteil von Bad Homburg vor der Höhe steht als Kulturdenkmal unter Denkmalschutz und ist als ehemaligen "Judenhaus" von geschichtlicher Bedeutung.
Das Haus wurde 1915 möglicherweise von Georg Schad erbaut. Stilistisch wurde er in Anlehnung an Landhäuser des französischen Historismus entworfen. Das Haus ist ein kubisch geschlossener zweigeschossiger Bau mit risalitgefasster Front. Prägend ist vor allem das in seitlichen Stumpfpyramiden aufgehenden Mansarddach. Die Denkmaltopographie hebt die reiche Gestaltung der übergiebelten Obergeschossdoppelfenster mit korinthischen Säulen, Hermen etc. hervor. Die Fassade wird durch eine rot/beige farblich abgesetzte Gliederung sowie dem partiell ins manieristische verfallende Renaissancedekor bestimmt. Das Gebäude ist aus architekturgeschichtlichen Gründen als Kulturdenkmal ausgewiesen. Das Haus steht auf einem 700 m großen Grundstück und verfügt über 13 Zimmer. Es liegt am Anfang der Straße „Am Hohlebrunnen“ am Europakreisel, der das Ende der zentralen Louisenstraße in Bad Homburg bildet. Zur Bauzeit trug die Straße den Namen „Am Rondell“, dann „Hindenburg-Ring“, dann „Gorch-Fock-Straße“ und heute Am Hohlebrunnen.
Seit Anfang der 1920er Jahre betrieb eine Margarethe Groß in dem Haus, welches als „Villa Renaissance“ bezeichnet wurde, eine Kurpension. In der Zeit des Nationalsozialismus wurde das Ehepaar Groß von den Nationalsozialisten als Juden verfolgt und am 28. August 1942 deportiert. Damit endete auch der Betrieb der Kurpension. Das Haus wurde nun als „Judenhaus“ genutzt, in dem die Juden nach der Vertreibung aus ihren eigenen Wohnungen leben mussten, bevor sie in die Todeslager deportiert wurden. Für mindestens sieben Bad Homburger Juden war das Haus Am Hohlebrunnen 2 der letzte Wohnsitz vor ihrer Ermordung. Neben diesem Haus dienten noch die Häuser Kisseleffstraße 12 und 14 als „Judenhäuser“.